# Roco

Roco är ett österrikiskt företag som tillverkar modelljärnvägar och tillbehör.
Roco grundades 1967 av Karlheinz Rössler. Företaget gick i konkurs 15 juli 2005 men den startades senare igen. [när?]
Efter rekonstruktion och med ny ägarbild drivs verksamheten framgångsrikt vidare i bolaget Modelleisenbahn GmbH.
Företaget har ett flertal modeller efter svenska förebilder i sitt sortiment.
Från 2007 har Roco övergett det tidigare upplägget med en skandinavisk distributör och arbetar nu direkt med ett antal utvalda återförsäljare, bland annat det svenska företaget TrainShop i Stuvsta-Huddinge som har ett mycket stort sortiment av svenska utgåvor av lok och vagnar.

## Galleri

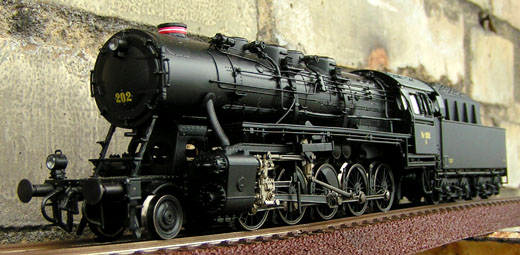
DSB N 202
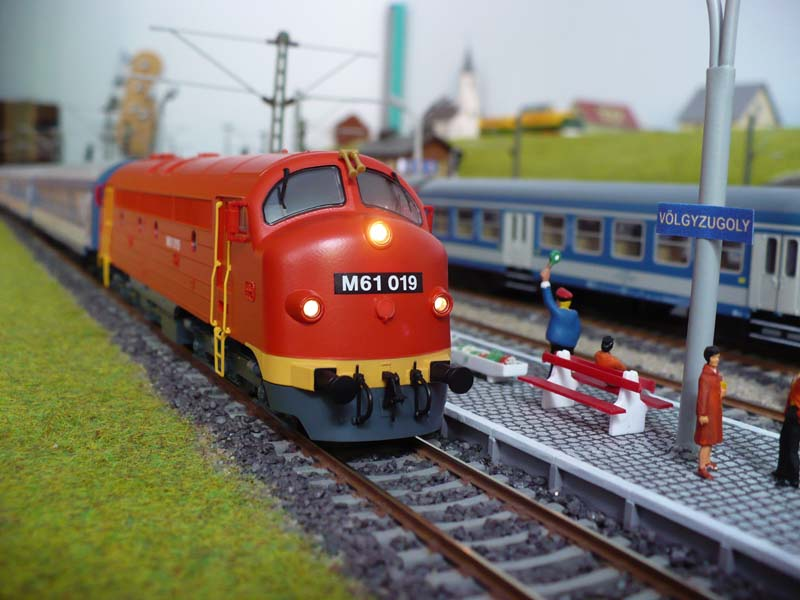
MAV M61 019
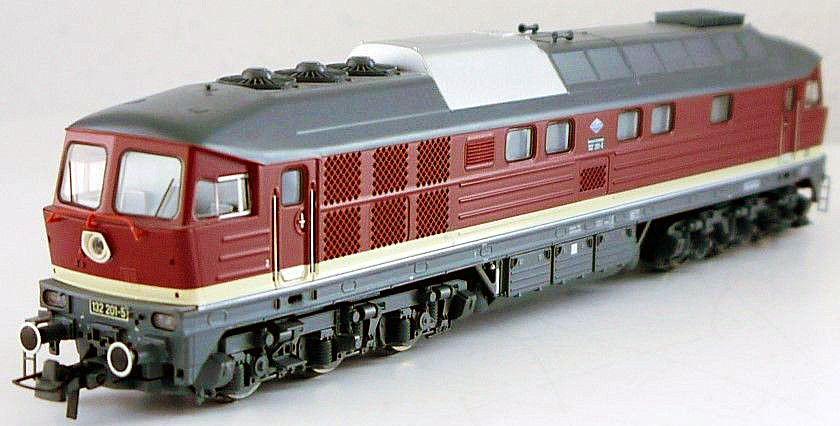
DB BR 132 201-5
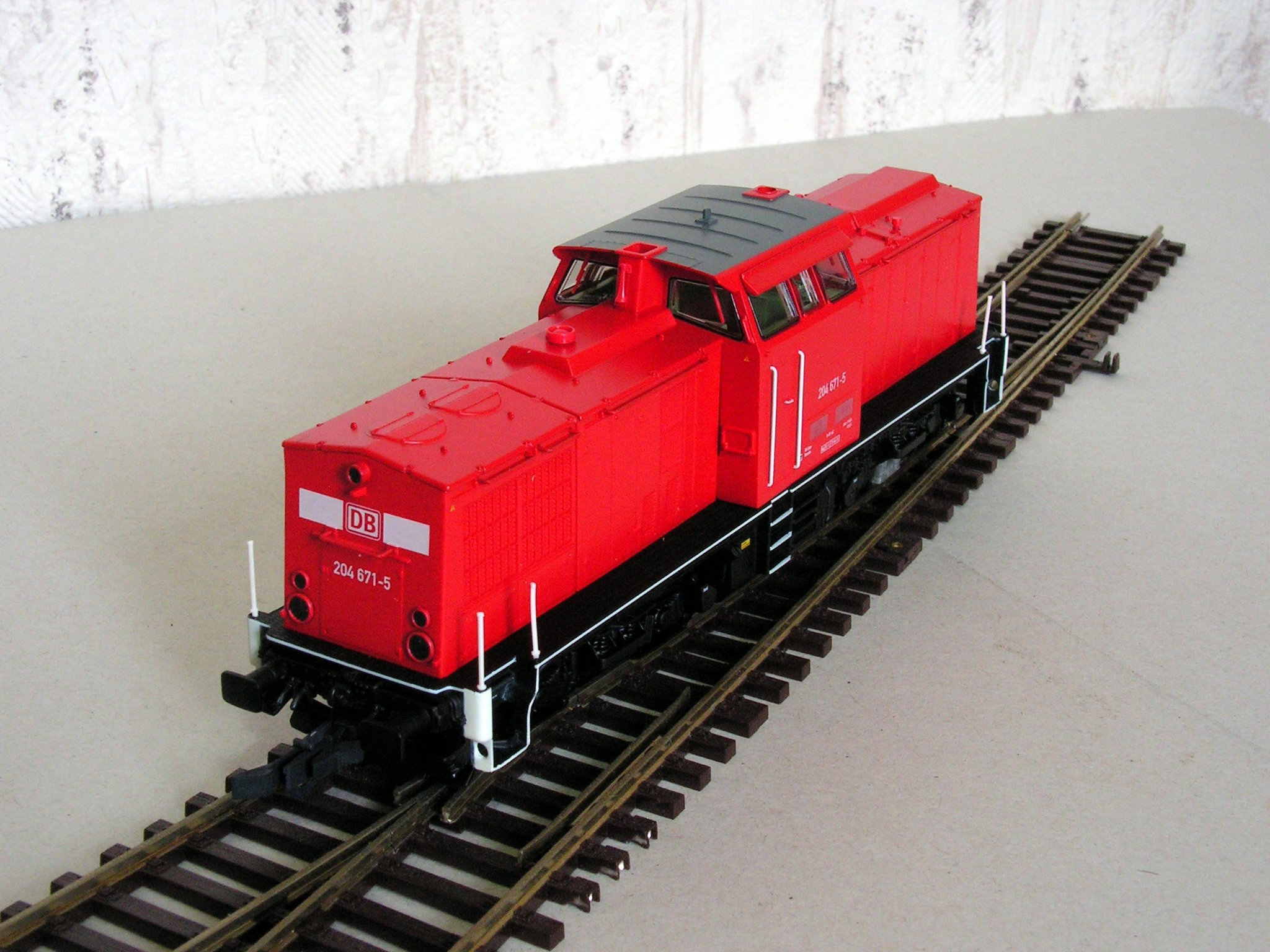
DB 204 671-5
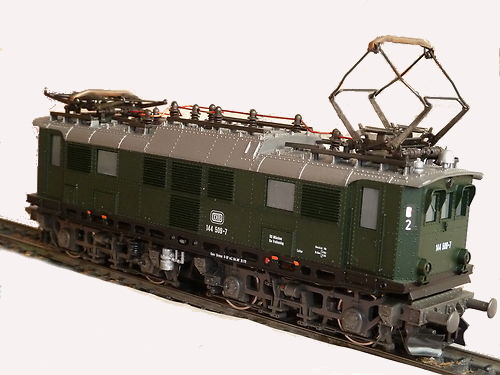
DB E 144-5
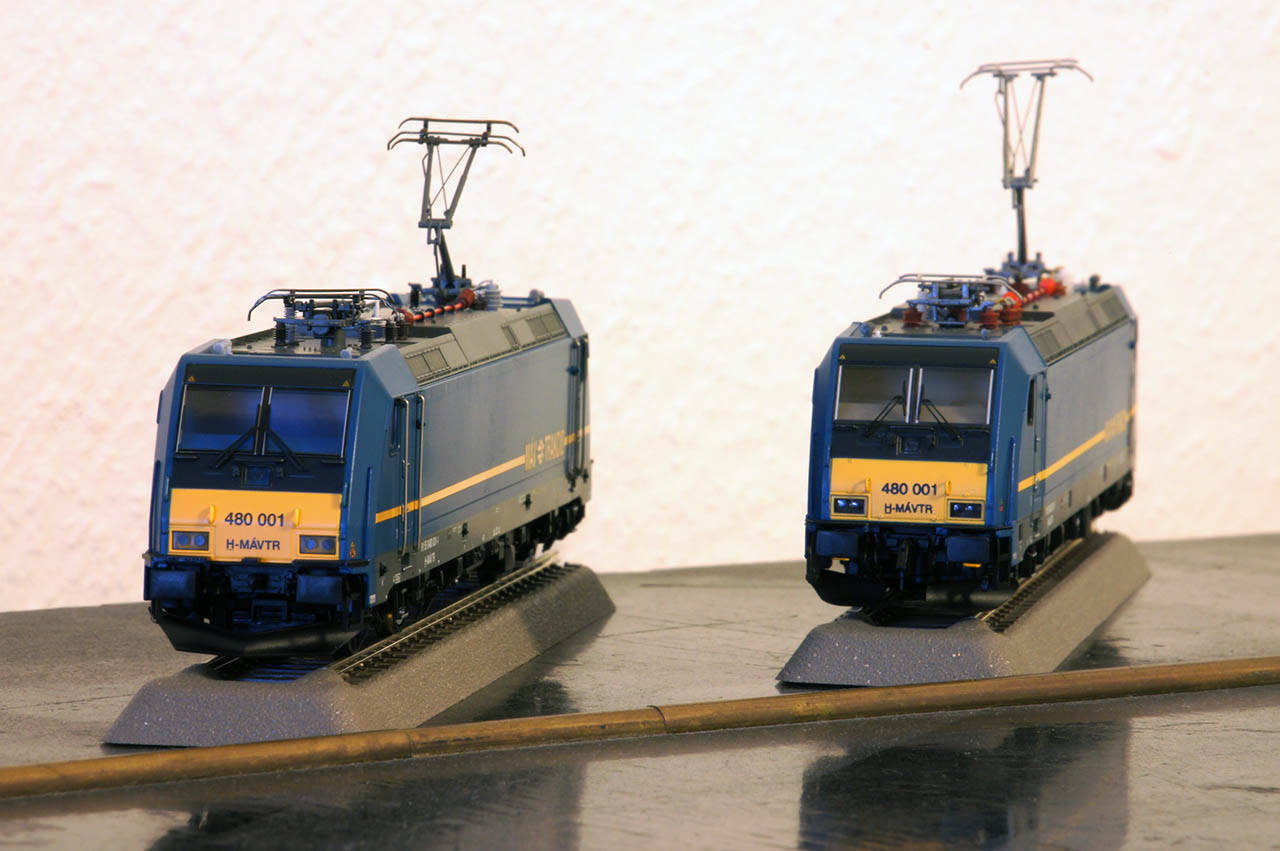
MAV 480 001